# Ametistrosenfink
Ametistrosenfink (Carpodacus davidianus) är en bergslevande asiatisk fågel i familjen finkar inom ordningen tättingar endemisk för Kina. Fågeln är nära släkt med praktrosenfinken och behandlas ofta som en del av denna.

## Utseende och läte
Ametistrosenfinken är en medelstor (13–15 cm) och slank rosenfink med lång stjärt. Den är mycket lik praktrosenfinken som den ofta anses vara en del av, men har mer avskuren och kortare stjärt, kraftigare näbb, bredare och tydligare ögonbrynsstreck, annorlunda vingform samt renare, ljusare och mer kontrasterande undersida. Hanen är djupare röd i pannan och ansiktet samt har rosa undersida. Även lätena skiljer sig tydligt, långt mer metalliska: gälla "tsink" eller "tsink-it" med andra tonen ljusare och mjukare.

## Utbredning och systematik
Ametistrosenfinken förekommer i höga bergstrakter enbart i östcentrala Kina i sydöstra Inre Mongolgiet, norra Hebei, Shanxi och norra Shaanxi. Den behandlas som monotypisk, det vill säga att den inte delas in i några underarter.

### Artstatus
Ametistrosenfinken betraktades tidigare som underart till praktrosenfink (C. pulcherrimus) och vissa gör det fortfarande, bland andra Birdlife International. Den urskiljs dock allt oftare som egen art grundat på tydliga skillnader i utseende och läte samt även vissa genetiska skillnader.

## Levnadssätt
Ametistrosenfinken förekommer i samma typ av miljö som praktrosenfinken, det vill säga i höglänta bergsbelägna buskmarker med bland annat havtorn, rhododendron, ek, en och karagan vid eller ovan trädgränsen. Den noteras dock förekomma vid något högre höjder i Sikang, på mellan cirka 4000 och 4900 meters höjd.

## Status
Internationella naturvårdsunionen IUCN erkänner inte ametistrosenfinken som art, varvid dess hotstatus inte bedömts. Praktrosenfinken i sin helhet beskrivs som vanlig eller lokalt vanlig i större delen av utbredningsområdet.

## Namn
Ametistrosenfinken är uppkallad efter franska munken och naturforskaren Armand David.